# Pur și simplu dragoste
Pur și simplu dragoste (titlu original Love Actually) este un film britanic din 2003 creat în genurile comedie, romantic, dragoste. Filmul este scris și regizat de Richard Curtis. Scenariul prezintă diferite aspecte ale iubirii prin prezentarea a zece povești separate care implică o mare varietate de personaje, mai multe dintre ele fiind interconectate. Distribuția filmului este compusă în principal din actori britanici. Situat în Londra, filmul începe cu cinci săptămâni înainte de Crăciun, fiind prezentată o numărătoare inversă până la sărbătorile de iarnă, urmată de un epilog care are loc o lună mai târziu.

## Povestea
Filmul începe cu vocea lui David (Hugh Grant) care dezvăluie că ori de câte ori este sumbru în ceea ce privește starea lumii se gândește la terminalul sosiri de la Aeroportul Heathrow, unde dragostea pură necomplicată se simte atunci când prieteni și familii îi întâmpină pe cei dragi nou sosiți. Vocea lui David spune și că toate mesajele lăsate de oamenii care au murit în avioanele prăbușite pe 11 septembrie au fost mesaje de dragoste și nu de ură. Filmul prezintă apoi poveștile de dragoste a mai multor oameni:

### Billy Mack și Joe
Cu ajutorul managerului său dintotdeauna Joe (Gregor Fisher), Billy Mack (Bill Nighy), legendă rock and roll aflată în curs de îmbătrânire, înregistrează o variație a unei melodii de Crăciun lansată de The Troggs, melodia clasică „Love Is All Around”. Deși este de părere că înregistrarea este teribilă, Mack ajută la lansarea ei, în speranța că va deveni prima melodie de Crăciun din Marea Britanie. În emisiuni de televiziune și radio le spune copiilor să nu-și cumpere droguri, dimpotrivă să cânte și să ajungă vedete: astfel vor primi droguri gratis. El mai promite că dacă va ieși pe locul 1 va cânta gol pe scenă. Cântecul ajunge în cele din urmă numărul unu de Crăciun și după celebrarea scurtă a victoriei sale la o petrecere găzduită de Sir Elton John, Billy Joe recunoaște că Joe este dragostea vieții sale și îi propune acestuia să sărbătorească împreună Crăciunul îmbătându-se și vizionând pornoșaguri. Și datorită transmiterii concertului cu Billy dezbrăcat pe monitoarele din aeroport, Sam reușește să scape de gardieni și să vorbească cu Joanna.

### Juliet, Peter și Mark
Juliet (Keira Knightley) și Peter (Chiwetel Ejiofor) se căsătoresc într-o ceremonie orchestrată și filmată de Mark (Andrew Lincoln), cel mai bun prieten al lui Peter și cavaler de onoare. Mark o evită mereu pe Juliet și aceasta crede că este supărat că i-a furat cel mai bun prieten. Dar când vede caseta pe care a filmat-o la nuntă, Juliet realizează că Mark e îndrăgostit de ea, deși el nu a vorbit niciodată cu ea. În cele din urmă, Mark, de Crăciun, sună la ușa celor doi și răspunde Juliet. Peter o întreabă cine e la ușă, dar Mark ridică o pancartă pe care scrie:Spune-i că sunt colindători. Mutește, prin mai multe pancarte, îi mărturisește că o iubește. Juliet îl răsplătește cu un sărut și apoi fuge în casă.

### Jamie și Aurélia
Scriitorul Jamie (Colin Firth) apare pentru prima dată când se pregătește pentru a participa la nunta lui Peter și Julieta. Prietena sa (Sienna Guillory) ratează ceremonia pentru a se culca cu fratele său. Măcinat de acest lucru, Jamie se retrage în cabana sa din Franța, unde o întâlnește pe menajera sa portugheză Aurélia (Lúcia Moniz), care vorbește doar limba ei maternă. Apare o atracție instantanee între cei doi. Când Jamie se întoarce în Anglia, își dă seama că este îndrăgostit de Aurélia. În următoarele zile, Jamie învață portugheză și se duce înapoi să o ceară de căsătorie. Când ea spune da, îi dezvăluie faptul că și ea a fost ocupată cu învățarea limbii engleze pentru a comunica cu Jamie.

Legăturile dintre personaje

### Harry, Karen și Mia
Harry (Alan Rickman) este directorul unei agenții de design; Mia (Heike Makatsch) este noua sa secretară. De Crăciun, el îi cumpără un colier scump de la vânzătorul de bijuterii Rufus (Rowan Atkinson), care are o metodă minuțioasă de împachetare a cadourilor în timp ce Harry devine tot mai nervos de frică să nu fie prins de soția sa, Karen (Emma Thompson), care se afla prin magazin. Între timp, Karen este ocupată cu copiii lor, Daisy (Lulu Popplewell) și Bernard (William Wadham), care trebuie să interpreteze la școală în sceneta Nașterea Domnului. Ea îi spune despre temerile sale (în ceea ce privește infidelitatea lui Harry) fratelui ei David (Hugh Grant), care tocmai a devenit prim-ministru al Regatului Unit, și prietenului ei, Daniel (Liam Neeson), căruia tocmai i-a murit soția. Karen descoperă colierul în buzunarul hainei lui Harry și inițial presupune că este un cadou pentru ea. Dar după ce acesta îi oferă un CD, își dă seama care este adevărul dar nu spune nimic. Mai târziu ea îi spune lui Harry că a aflat despre colier și speră că este vorba doar de colier și nu de colier și sex. Harry își recunoaște prostia și o roagă să-l ierte.

### David și Natalie
David (Hugh Grant) este fratele lui Karen. El a fost ales recent în funcția de prim-ministru al Regatului Unit. David este tânăr, frumos și singur. Natalie (Martine McCutcheon) este noul membru junior al personalului prim-ministrului de la 10 Downing Street și servește în mod regulat ceaiul și biscuiți. Ceva pare să se aprindă între ei. David intră în birou pentru a-l vedea pe președintele SUA (Billy Bob Thornton) cum încercă s-o seducă pe Natalie. Acest lucru îl inspiră să ia o poziție împotriva politicii agresive a președintelui american. Considerând că relația lui cu Natalie a devenit tensionată, David cere ca ea să fie transferată, dar mai târziu, după ce primește o felicitare de Crăciun de la Natalie se decide să-i facă o declarație de dragoste. El o găsește în cele din urmă pe Natalie împreună cu familia ei pe punctul de a pleca la școala unde se va juca scena Nașterii. Îi duce familia la școală, dar aici se întâlnește cu sora sa, Karen și cu copii ei care joacă în aceiași scenă a Nașterii. Ca să nu fie văzuți de lume, prim-ministrul și Natalie se ascund în spatele scenei, dar la sfârșit cortina cade și toată lumea îi vede sărutându-se. Prim-ministrul exclamă: Oh, se pare că întâlnirea noastră nu va mai fi așa de secretă în cele din urmă în timp ce oamenii din sală le fac poze.

### Daniel, Sam, Joanna și Carol
Daniel (Liam Neeson), prietenul lui Karen, și fiul său vitreg Sam (Thomas Sangster) trebuie să se descurce singuri, după moartea dureroasă a soției și mamei lor. Sam s-a îndrăgostit de colega sa de clasă, afroamericana Joanna (Olivia Olson), și, după mai multe discuții cu tatăl său vitreg, decide să învețe să cânte la tobe pentru a putea s-o însoțească în finala mare a concursului școlar de Crăciun (același concert la care se află și nepotul lui Natalie și copiii lui Karen și Harry). După ce Sam simte că și-a ratat șansa de a o impresiona pe Joanna, Daniel îl convinge pe Sam că trebuie s-o prindă pe Joanna la aeroport în drumul ei înapoi în SUA ca să-i spună ce simte pentru ea, ca nu cumva să regrete toată viața că nu făcut acest lucru. Între timp, Daniel, căruia îi plăcea foarte mult supermodelul Claudia Schiffer, o întâlnește la aeroport pe Carol (Claudia Schiffer), mama unei alte colegi de școală a lui Sam.

### Sarah, Karl și Michael
Sarah (Laura Linney) apare pentru prima dată la nunta lui Peter și Julieta, stând lângă prietenul ei Jamie. Aflăm că ea lucrează la compania de design a lui Harry, unde ea este îndrăgostită de ani de zile de directorul de creație, Karl (Rodrigo Santoro). O întâlnire romantică între Karl și Sarah este întreruptă de telefoanele date de fratele ei, Michael (Michael Fitzgerald), care este bolnav mintal. Datorită acestuia lucru, relația dintre cei doi se sfârșește. În ajunul Crăciunului, Sarah îl vizitează pe fratele ei în instituția în care este internat, purtând o eșarfă în timp ce el o îmbrățișează.

### Colin, Tony, Stacey, Jeannie, Carol-Anne, Harriet și Carla
După ce încearcă fără succes să curteze diferite englezoaice, inclusiv pe Nancy la nunta lui Juliet și Peter, Colin Frissell (Kris Marshall) îl informează pe prietenul său Tony (Abdul Salis) că are de gând să plece în SUA pentru a-și găsi adevărata dragoste acolo, convins fiind că în fiecare bar american sunt fete drăguțe care se dau în vând după băieți cu accent britanic. După ce ajunge în Milwaukee, Wisconsin, Colin se întâlnește într-un bar cu Stacey (Ivana Milicevic), Jeannie (January Jones) și cu Carol-Anne (Elisha Cuthbert), trei femei foarte atractive, care îl plac pe Colin și-l invită să stea cu ele în casa lor, unde se va întâlni și cu colega lor, Harriet (Shannon Elizabeth).

### John și Judy
John (Martin Freeman) și Judy (Joanna Page) se întâlnesc în calitate de dubluri pentru scenele de sex dintr-un film în care Tony este asistent de producție. John îi spune lui Judy că „este bine să aibă pe cineva cu care să poată doar să vorbească”. Deși cei doi se simt confortabil unul cu celălalt în timp ce sunt dezbrăcați și simulează acte sexuale pentru film, ei sunt timizi și foarte atenți atunci când trebuie să aibă o relație sentimentală. În cele din urmă ei se duc la spectacolul de la școală (același spectacol la care se duc David și Natalie, Harry și Karen, Daniel și Sam, etc) împreună cu fratele lui John.

### Rufus
Rufus este un personaj minor, dar semnificativ, interpretat de către Rowan Atkinson. El este un vânzător de bijuterii a cărui atenție obsesivă în ceea ce privește ambalarea cadourilor face ca Harry să fie aproape prins de către soția Karen în momentul când îi cumpără un colier lui Mia. De asemenea, el distrage atenția personalului de la aeroport ceea ce face ca Sam să se strecoare pentru a o vedea pe Joanna.

### Epilog
În epilog, o lună mai târziu, personajele filmului sunt văzute a fi pur și simplu în relații de dragoste. Cu toate acestea, două dintre aceste relații nu sunt romantice - cea dintre starul rock Billy Mack și managerul său Joe și cea dintre de mult suferinda Sarah și Michael, fratele ei cu probleme mintale. Billy sosește însoțit de un grup de superbe admiratoare pentru a-l întâmpina pe Joe, scenă care indică faptul că revenirea lui a rămas un mare succes. Julieta, Peter și Mark vin la aeroport că să-i întâmpine pe Jamie și pe mireasa lui, Aurelia, scenă din care reiese că cei doi s-au căsătorit între timp, dar și că Mark învață cum să se comporte cât mai bine într-un triunghi romantic. Karen și copiii îl întâmpină pe Harry, scenă din care reiese că relația lor a supraviețuit și că s-au împăcat. Sam o întâmpină pe Joanna care s-a reîntors cu mama ei din Statele Unite, scenă din care reiese că tatăl lui Sam, Daniel, este alături de Carol, noua sa iubită. John și Judy fug spre Tony, care este acolo pentru a se întâlni cu Colin care se reîntoarce din SUA, reiese că John și Judy s-au căsătorit și sunt în luna de miere. Colin revine cu superba Harriet; în timp ce sora mai mică a lui Harriet, Carla (Denise Richards) și cu Tony se îndrăgostesc unul de altul la prima vedere. Natalie este văzută cum sare în brațele lui David de față cu presa, indicând faptul că relația lor este acum publică. Aceste scene se împart în zeci de imagini live cu sosiri reale la aeroportul Heathrow, îmbrățișări emoționante care împart ecranul și formează în cele din urmă o inimă ca în piesa God Only Knows interpretată de Beach Boys.

## Distribuția
- Alan Rickman este Harry
- Emma Thompson este Karen
- Hugh Grant este David, Prim-ministrul Regatului Unit
- Keira Knightley este Juliet
- Colin Firth este Jamie
- Sienna Guillory este prietena lui Jamie
- Lúcia Moniz este Aurélia
- Liam Neeson este Daniel
- Thomas Sangster este Sam
- Bill Nighy este Billy Mack
- Gregor Fisher este Joe
- Martine McCutcheon este Natalie
- Chiwetel Ejiofor este Peter
- Andrew Lincoln este Mark
- Laura Linney este Sarah
- Rodrigo Santoro este Karl
- Kris Marshall este Colin
- Abdul Salis este Tony
- Heike Makatsch este Mia
- Martin Freeman este John
- Joanna Page este Judy (creditat ca Just Judy)
- Olivia Olson este Joanna
- Billy Bob Thornton este Președintele Statelor Unite
- Rowan Atkinson este Rufus
- Claudia Schiffer este Carol
- Nina Sosanya este Annie
- Ivana Milicevic este Stacey
- January Jones este Jeannie
- Elisha Cuthbert este Carol-Anne
- Shannon Elizabeth este Harriet
- Denise Richards este Carla
- Lulu Popplewell este Daisy
- Marcus Brigstocke este Mikey

## Coloana sonoră
Coloana sonoră a filmului a fost scrisă și înregistrată de Craig Armstrong. Coloana sonora include: 
- Kelly Clarkson — «The Trouble with Love Is»
- Dido — «Here with Me»
- Maroon 5 — «Sweetest Goodbye/Sunday Morning»
- Norah Jones — «Turn Me On»
- Wyclef Jean și Sharissa — «Take Me As I Am»
- Eva Cassidy — «Songbird»
- The Calling — «Wherever You Will Go»
- Girls Aloud — «Jump (for My Love)»
- Joni Mitchell — «Both Sides Now»
- Lynden David Hall — «All You Need Is Love»
- The Beach Boys — «God Only Knows»
- Texas — «I’ll See It Through»
- Sugababes — «Too Lost in You»
- Otis Redding — «White Christmas»
- Mariah Carey — «All I Want For Christmas Is You»

Muzica care nu este inclusă în coloana sonoră a filmului: 
- Scott Walker — «Joanna»
- Craig Armstrong — «Glasgow Love Theme»